# Collier électrique

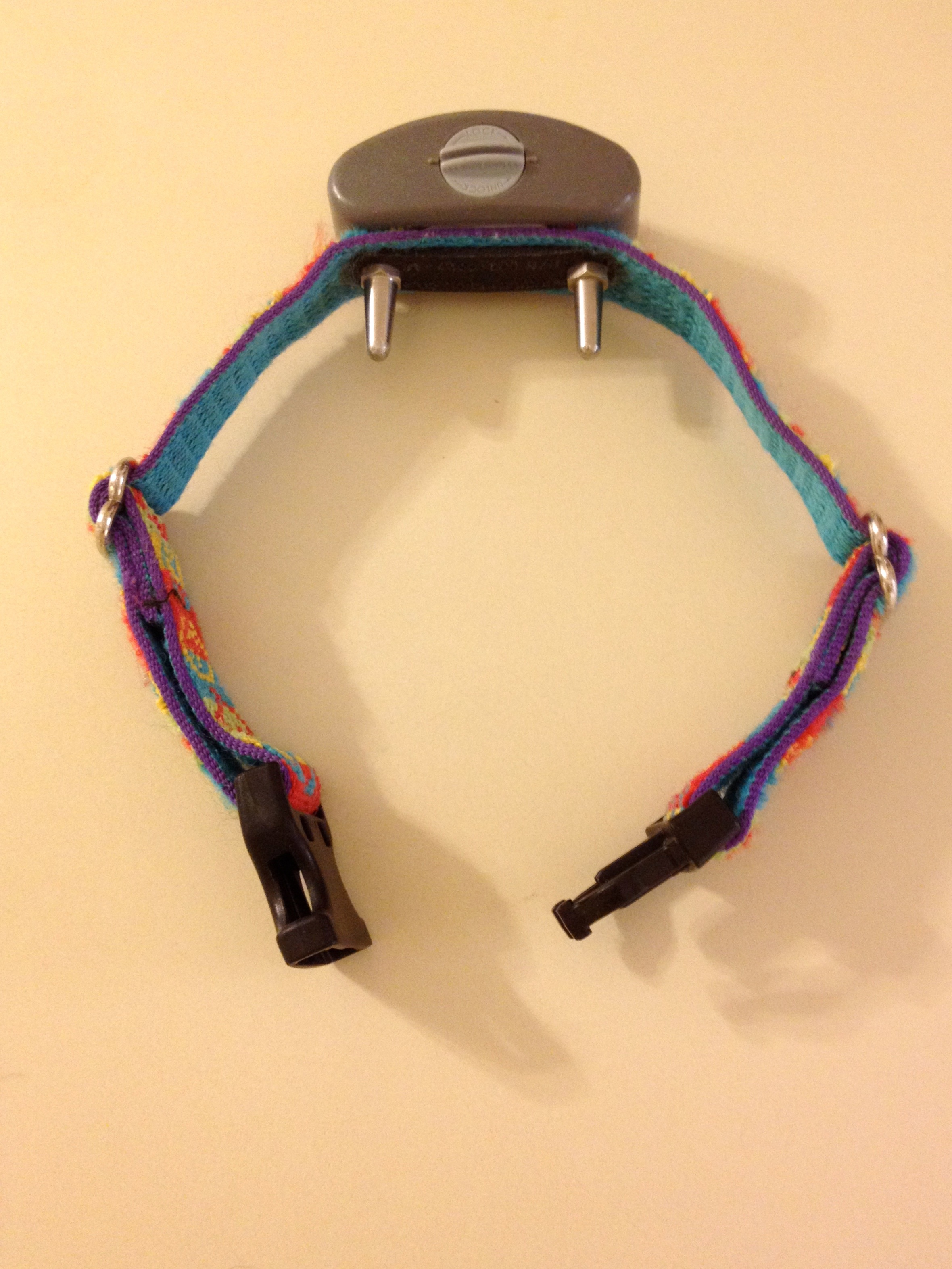
Un collier électrique ; le collier dispose d'un boîtier avec deux électrodes qui délivrent une décharge électrique.

Un collier électrique est un dispositif placé autour du cou d'un animal, le plus souvent d'un chien, qui peut délivrer sur commande des chocs électriques douloureux au chien. Fonctionnant sur la base de l'apprentissage par aversion et du renforcement négatif, l'usage du collier électrique est particulièrement controversé, car il peut être mal utilisé et susceptible de provoquer des lésions douloureuses. Son emploi est interdit dans certaines régions et pays du monde pour des raisons de respect du bien-être animal. 

## Description
Un collier électrique est un collier qui est équipé d'un boîtier en aluminium équipé de deux électrodes entre lesquelles le courant peut circuler lorsqu'un choc électrique est délivré. Le courant délivré varie de plusieurs centaines de volts suivant les modèles, et peut être précédé d'un avertissement sonore ou non. Selon les modèles, l'intensité des chocs électriques peut être modifiée. Le collier électrique est équipé d'une batterie.
Il existe trois types de colliers électriques :
- ceux qui délivre des chocs électriques lorsque le maître appuie sur une télécommande ;
- ceux qui se déclenche lorsque le chien aboie ;
- ceux qui se déclenche lorsque l'animal s'approche d'un endroit précis[2] comme d'une clôture.

Les colliers électriques sont généralement commercialisés à destination du grand public, dans le cadre de l'apprentissage de l’obéissance ainsi que pour régler des problèmes de comportements chez le chien.

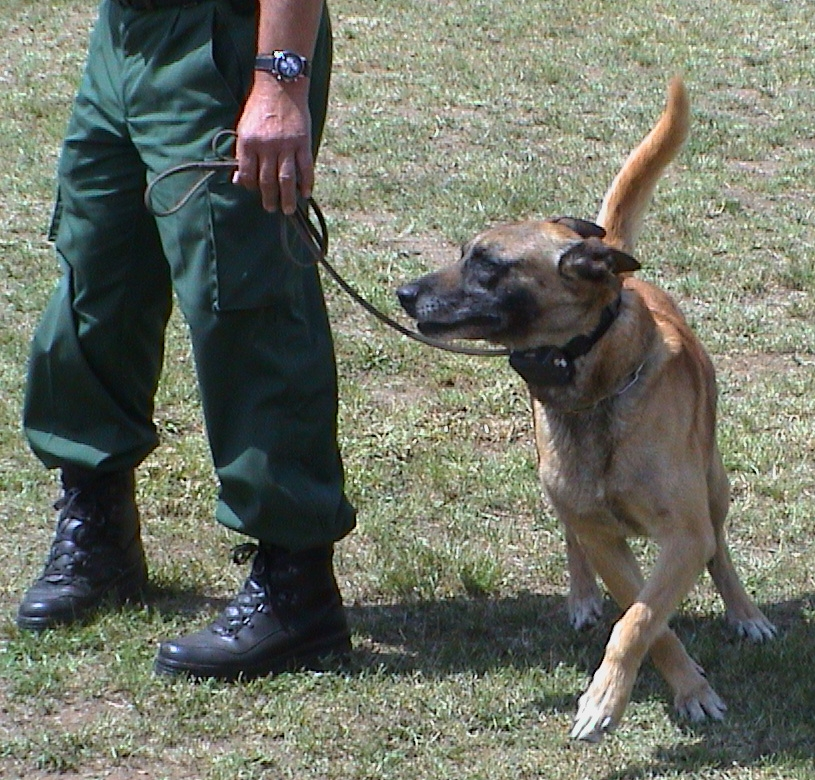
Un Malinois au travail équipé d'un collier électrique.

## Utilisation
Les électrodes sont appliquées sur la face ventrale du cou, au contact direct de la peau. Le choc électrique est utilisé pour décourager certains comportements, comme les aboiements ou la chasse, ou pour en encourager d'autres lorsque le choc s'interrompt quand le comportement souhaité est adopté.
Lorsque l'animal manifeste un comportement indésirable, un choc électrique lui est envoyé de manière automatique ou sur déclenchement par l'humain.

## Fonctionnement
Le collier électrique fonctionne en délivrant un stimulus nocif et douloureux à l'animal sur la base du conditionnement opérant avec un renforcement négatif (quand le choc est arrêté quand le comportement souhaité débute) ou de la punition positive (choc envoyé quand un comportement non désiré est exprimé).

## Résultats
Il s'agit d'une méthode considérée comme efficace, même si aucune étude ne montre qu'elle est plus efficace que l'emploi d'une méthode d'éducation positive.
Les électrodes peuvent provoquer des lésions de la peau si le collier est trop serré. Selon plusieurs praticiens vétérinaires, l'usage du collier électrique occasionne des dégâts comportementaux

## Éthique et bien-être animal
La Société européenne d'éthologie clinique vétérinaire publie un communiqué en 2017 se positionnant contre l'utilisation des colliers à chocs électriques,.
Plusieurs pays interdisent l'utilisation des colliers électriques. 